# دشطوط
قرية دشطوط هي إحدى القرى التابعة لمركز سمسطا في محافظة بني سويف في جمهورية مصر العربية. حسب إحصاءات سنة 2006، بلغ إجمالي السكان في دشطوط 20009 نسمة، منهم 9775 رجل و10234 امرأة.